# Émulsion multiple
Une émulsion multiple est, pour résumer, une émulsion dans une émulsion, également appelée « émulsion de second ordre ».
Ces émulsions sont dures à maitriser et à stabiliser car on a forcément deux phases aqueuses ou deux phases huileuses susceptibles de se rassembler. Ainsi, il est impératif d'utiliser un tensioactif aussi appelé agent émulsifiant (pour l'application aux émulsions) pour réaliser une émulsion multiple. Ces tensioactifs seront préférentiellement non ioniques car ils ont, entre autres, une bonne tolérance cutanée.

## Diverses façons de formuler des émulsions multiples

### Procédé en deux étapes
Ce procédé consiste à réaliser une première émulsion (de premier ordre) qui sera elle-même émulsifiée à une solution aqueuse mélangée à un tensioactif hydrophile (obtention d'une émulsion w/o/w) ou une solution huileuse mélangée à un tensioactif lipophile (obtention d'une émulsion o/w/o).
La première émulsion doit être très stable et donc elle-même déjà créée avec un tensioactif.

### Procédé en continu sur une étape
Ce procédé consiste à mélanger tous les produits en une seule fois selon un protocole et des quantités bien précises.

### Procédé par inversion de phase
Il a été montré qu'après un ajout d'environ 70 % d'eau (avec tensioactif hydrophile) à une émulsion de type w/o, on pouvait obtenir une émulsion multiple de type w/o/w. Cependant, ce procédé est très sensible et la première émulsion devra être très stable dès le départ pour pouvoir réaliser l'émulsion multiple désirée. Si l'on ajoute trop d'eau, on risque d'obtenir une complète inversion de phase et par conséquent une émulsion de type o/w.

### Procédé faisant appel aux diagrammes ternaires
À partir d'un diagramme ternaire eau/émulsionnant/huile, il est possible de déterminer les proportions nécessaires pour réaliser une émulsion multiple. Ce procédé étant si précis et pointilleux que des microémulsions multiples sont possibles. Cependant, la réalisation du diagramme ternaire est déjà une étape très longue et contraignante.

## Applications
Les émulsions multiples sont avant tout utilisées :
- en pharmaceutique, pour éventuellement retarder la diffusion d'un principe actif à l'intérieur d'une crème ;
- en cosmétique, éventuellement dans les formulations de lotions, pour éviter des lotions huileuses.

Ce sont parce qu'elles sont utilisées essentiellement dans ces domaines que des tensioactifs non ioniques sont préférentiellement préconisés.

## Sources
Cet article a pu être rédigé à partir d'une analyse de  « Emulsions multiples » de International Journal of Cosmetic Science n°13 (1991) de DE LUCA M, ROCHA-FILHO P, GROSSIORD JL, RABARON A, VAUTION C, SEILLER M.

## Articles Connexes
- Stabilité de dispersion
- Coalescence (physique)
- Émulsion
- Centrifugation analytique